# Пухов (Мюриц)
Пухов (нем. Puchow) — коммуна в Германии, в земле Мекленбург-Передняя Померания.
Входит в состав района Мюриц. Подчиняется управлению Пенцлинер Ланд. Население составляет 143 человека (на 31 декабря 2010 года). Занимает площадь 5,65 км². Официальный код — 13 0 56 055.